# 69 Pegasi
69 Pegasi, eller HV Pegasi, är en roterande variabel av Alfa2 Canum Venaticorum-typ (ACV) i stjärnbilden Pegasus.
69 Pegasi varierar mellan visuell magnitud +5,96 och 5,98 med en period av 6,97 dygn. Den befinner sig på ett avstånd av ungefär 365 ljusår.